# Donald Johnson
Donald Johnson (Bethlehem, 9 september 1968) is een voormalig professionele Amerikaanse tennisspeler die tussen 1992 en 2004 in het internationale tenniscircuit actief was. Als dubbelspeler was hij zeer succesvol met drieëntwintig toernooioverwinningen en de nummer 1-positie op de dubbelspelranking.Johnson won in 2001 met Jared Palmer de dubbelspeltitel op Wimbledon en in 2000 was hij met Piet Norval de sterkste tijdens de ATP World Tour Finals.
Tevens won hij met Kimberly Po het gemengddubbel op Wimbledon in 2000.
Johnson speelde voor zijn profcarrière college-tennis voor de University of North Carolina.

## Erelijst

### Dubbelspel
| Nr.                           | Datum            | Toernooi               | Ondergrond    | Partner           | Tegenstanders in finale           | Score                 | Details |
| ----------------------------- | ---------------- | ---------------------- | ------------- | ----------------- | --------------------------------- | --------------------- | ------- |
| 1.                            | 10 maart 1996    | ATP Mexico             | Gravel        | Francisco Montana | Nicolas Pereira Emilio Sánchez    | 6–2, 6–4              | Details |
| 2.                            | 4 augustus 1996  | ATP Amsterdam          | Gravel        | Francisco Montana | Rikard Bergh Jack Waite           | 6–4, 3–6, 6–2         | Details |
| 3.                            | 27 april 1997    | ATP Monte Carlo        | Gravel        | Francisco Montana | Jacco Eltingh Paul Haarhuis       | 7-6, 2-6, 7-6(5)      | Details |
| 4.                            | 8 februari 1998  | ATP Marseille          | Hardcourt (i) | Francisco Montana | Mark Keil T.J. Middleton          | 6–4, 3–6, 6–3         | Details |
| 5.                            | 12 april 1998    | ATP Estoril            | Gravel        | Francisco Montana | David Roditi Fernon Wibier        | 6–1, 2–6, 6–1         | Details |
| 6.                            | 10 mei 1998      | ATP Hamburg            | Gravel        | Francisco Montana | David Adams Brett Steven          | 6–4, 6–4              | Details |
| 7.                            | 11 oktober 1998  | ATP Palermo            | Gravel        | Francisco Montana | Pablo Albano Daniel Orsanic       | 6–4, 7–6(4)           | Details |
| 8.                            | 11 april 1999    | ATP Estoril            | Gravel        | Tomás Carbonell   | Jiří Novák David Rikl             | 6–3, 2–6, 6–1         | Details |
| 9.                            | 12 juli 1999     | ATP Gstaad             | Gravel        | Cyril Suk         | Aleksandar Kitinov Eric Taino     | 7-5, 7-6              | Details |
| 10.                           | 27 februari 2000 | ATP Mexico-Stad        | Gravel        | Byron Black       | Gastón Etlis Martín Rodríguez     | 6–3, 7–5              | Details |
| 11.                           | 16 april 2000    | ATP Estoril            | Gravel        | Piet Norval       | David Adams Joshua Eagle          | 6–4, 7–5              | Details |
| 12.                           | 25 juni 2000     | ATP Nottingham         | Gras          | Piet Norval       | Ellis Ferreira Rick Leach         | 1–6, 6–4, 6–3         | Details |
| 13.                           | 29 oktober 2000  | ATP Bazel              | Tapijt (i)    | Piet Norval       | Roger Federer Dominik Hrbatý      | 7-6(9), 4-6, 7-6(4)   | Details |
| 14.                           | 17 december 2000 | Doubles Championship   | Hard          | Piet Norval       | Mahesh Bhupathi Leander Paes      | 7-6(8), 6-3, 6-4      | Details |
| 15.                           | 3 maart 2001     | ATP Acapulco           | Gravel        | Gustavo Kuerten   | David Adams Martín García         | 6–3, 7–6(5)           | Details |
| 16.                           | 11 maart 2001    | ATP Scottsdale         | Hardcourt     | Jared Palmer      | Marcelo Ríos Sjeng Schalken       | 7–6(3), 6–2           | Details |
| 17.                           | 29 april 2001    | ATP Barcelona          | Gravel        | Jared Palmer      | Tommy Robredo Fernando Vicente    | 7–6(2), 6–4           | Details |
| 18.                           | 6 mei 2001       | ATP Majorca            | Gravel        | Jared Palmer      | Feliciano López Francisco Roig    | 7–5, 6–3              | Details |
| 19.                           | 24 juni 2001     | ATP Nottingham         | Gras          | Jared Palmer      | Paul Hanley Andrew Kratzmann      | 6–4, 6–2              | Details |
| 20.                           | 7 juli 2001      | Wimbledon              | Gras          | Jared Palmer      | Jiří Novák David Rikl             | 6–4, 4–6, 6–3, 7–6(6) | Details |
| 21.                           | 28 oktober 2001  | ATP Stockholm          | Hardcourt (i) | Jared Palmer      | Jonas Björkman Todd Woodbridge    | 6–3, 4–6, 6–3         | Details |
| 22.                           | 6 januari 2002   | ATP Doha               | Hardcourt     | Jared Palmer      | Jiří Novák David Rikl             | 6-3, 7-6(5)           | Details |
| 23.                           | 13 januari 2002  | ATP Sydney             | Hardcourt     | Jared Palmer      | Joshua Eagle Sandon Stolle        | 6–4, 6–4              | Details |
| Verloren finales heren dubbel |                  |                        |               |                   |                                   |                       |         |
| 1.                            | 21 juli 1997     | ATP Stuttgart          | Gravel        | Francisco Montana | Gustavo Kuerten Fernando Meligeni | 3–6, 7–6, 1–6         | Details |
| 2.                            | 19 oktober 1997  | ATP Ostrava            | Tapijt (i)    | Francisco Montana | Jiří Novák David Rikl             | 2–6, 4–6              | Details |
| 3.                            | 15 februari 1998 | ATP Dubai              | Hardcourt     | Francisco Montana | Mahesh Bhupathi Leander Paes      | 2–6, 5–7              | Details |
| 4.                            | 23 juli 2000     | ATP Stuttgart          | Gravel        | Lucas Arnold Ker  | Jiří Novák David Rikl             | 7-5, 2-6, 3-6         | Details |
| 5.                            | 22 oktober 2000  | ATP Toulouse           | Hardcourt (i) | Piet Norval       | Julien Boutter Fabrice Santoro    | 6–7(8), 6–4, 6–7(5)   | Details |
| 6.                            | 5 november 2000  | ATP Stuttgart (indoor) | Hardcourt (i) | Piet Norval       | Jiří Novák David Rikl             | 6-3, 3-6, 4-6         | Details |
| 7.                            | 15 april 2001    | ATP Estoril            | Gravel        | Nenad Zimonjić    | Radek Štěpánek Michal Tabara      | 4–6, 1–6              | Details |
| 8.                            | 5 augustus 2001  | ATP Montreal           | Hardcourt     | Jared Palmer      | Jiří Novák David Rikl             | 4-6, 6-3, 3-6         | Details |
| 9.                            | 9 september 2001 | US Open                | Hardcourt     | Jared Palmer      | Wayne Black Kevin Ullyett         | 6-7(9), 6-2, 3-6      | Details |
| 10.                           | 31 maart 2002    | ATP Miami              | Hardcourt     | Jared Palmer      | Mark Knowles Daniel Nestor        | 3-6, 6-1, 1-6         | Details |
| 11.                           | 23 juni 2002     | ATP Nottingham         | Gras          | Jared Palmer      | Mike Bryan Mark Knowles           | 6–0, 6–7(3), 4–6      | Details |
| 12.                           | 22 juni 2003     | ATP Rosmalen           | Gras          | Leander Paes      | Martin Damm Cyril Suk             | 5–7, 6–7(4)           | Details |

## Prestatietabel
| Legenda | Legenda                          |
| ------- | -------------------------------- |
| g.t.    | geen toernooi gehouden           |
| l.c.    | lagere categorie                 |
| –       | niet deelgenomen                 |
| G       | uitgeschakeld in de groepsfase   |
| 1R      | uitgeschakeld in de eerste ronde |
| 2R      | uitgeschakeld in de tweede ronde |
| 3R      | uitgeschakeld in de derde ronde  |
| 4R      | uitgeschakeld in de vierde ronde |
| KF      | uitgeschakeld in de kwartfinale  |
| HF      | uitgeschakeld in de halve finale |
| F       | de finale verloren               |
| W       | het toernooi gewonnen            |
| w-v     | winst/verlies-balans             |

### Prestatietabel grand slam, dubbelspel
| Toernooi        | 1993 | 1994 | 1995 | 1996 | 1997 | 1998 | 1999 | 2000 | 2001 | 2002 | 2003 | 2004 |
| --------------- | ---- | ---- | ---- | ---- | ---- | ---- | ---- | ---- | ---- | ---- | ---- | ---- |
| Australian Open | –    | 2R   | 3R   | 1R   | 3R   | 3R   | 1R   | –    | 1R   | HF   | KF   | –    |
| Roland Garros   | –    | 1R   | 3R   | KF   | 1R   | KF   | 1R   | 2R   | 1R   | 2R   | 2R   | –    |
| Wimbledon       | –    | 1R   | 1R   | 1R   | KF   | 3R   | 2R   | 2R   | W    | HF   | 3R   | –    |
| US Open         | 3R   | 2R   | 2R   | 1R   | 3R   | 1R   | 3R   | 1R   | F    | KF   | 3R   | 1R   |